# 바쿠로마치역
바쿠로마치역(일본어: 博労町駅)은 일본 돗토리현 요나고시에 위치한 서일본 여객철도 사카이 선의 철도역이다. 단선 승강장 1면 1선의 구조를 갖춘 지상역이다.

## 역 주변
- 국도 제181호선
- 국도 제183호선
- 국도 제482호선

## 역사
- 1952년 7월 1일 : 사카이 선의 요나고 역 - 고토 역 간에 신설 개업.
- 1987년 4월 1일 : 일본국유철도 분할 민영화에 의해, 서일본 여객철도가 승계.

## 인접 역
| 서일본 여객철도 사카이 선 | 서일본 여객철도 사카이 선 | 서일본 여객철도 사카이 선  |
| ------------------------- | ------------------------- | -------------------------- |
| 요나고 요나고 방면        | ■ 사카이 선               | 후지미초 사카이미나토 방면 |